# Route 234 (Terre-Neuve-et-Labrador)
Pour les articles homonymes, voir Route 234.
La route 234 est une route tertiaire de la province de Terre-Neuve-et-Labrador, située dans l'est de l'île de Terre-Neuve, située sur la péninsule Bonavista. Elle est plus précisément située dans l'ouest de la péninsule, 30 kilomètres au nord de Clarenville. Elle est une route faiblement empruntée, reliant la route 230 à Winter Brook. Route alternative de la 230, elle est nommée Winter Brook Rd., mesure 17 kilomètres, et n'est pas une route asphaltée sur l'entièreté de son tracé, alors que ses 7 derniers kilomètres sont en gravier.

## Tracé
La 234 débute à Lethbridge, sur la route 230, la principale route de la péninsule Bonavista. Elle commence par suivre la rive est de la baie Goose jusqu'à Jamestown, où elle bifurque vers l'est, et devient une route de gravier. Elle se dirige vers l'est pendant 6 kilomètres, puis elle tourne vers le nor dépourvue rejoindre Winter Brook, où elle se termine.

## Communautés traversées
- Portland
- Jamestown
- Winter Brook